# Мит о невиности Вермахта
Мит о невиности Вермахта јесте негационистичка идеја да регуларне немачке оружане снаге (Вермахт) нису биле умешане у холокауст или друге ратне злочине током Другог светског рата. Мит, који су немачки аутори и војно особље снажно промовисали после Другог светског рата, у потпуности пориче кривицу немачке војне команде за планирање и извршење ратних злочина. Чак и тамо где почињење ратних злочина и вођење кампање истребљења, посебно у Совјетском Савезу – где су нацисти посматрали становништво као „подљуде“ којима владају „јеврејски бољшевички“ завереници – су признати, али они се приписују „корпусу партијских војника“, Шуцштафелу (СС), али не и редовној немачкој војсци.
Мит је почео на Нирнбершком суђењу одржаном између 20. новембра 1945. и 1. октобра 1946. године. Франц Халдер и други лидери Вермахта потписали су генералски меморандум под називом „Немачка војска од 1920. до 1945. године“, који је изложио њене кључне елементе. Меморандум је био покушај да се Вермахт ослободи од ратних злочина.
У послератном периоду, снаге западних савезника постале су све више забринуте због растућег Хладног рата и желеле су да Западна Немачка почне да се поново наоружава како би се супротставила уоченој совјетској претњи. Године 1950. западнонемачки канцелар Конрад Аденауер и бивши официри састали су се тајно у опатији Химерод како би разговарали о поновном наоружавању Западне Немачке и договорили Химеродов меморандум . Овај меморандум је изложио услове под којима ће се Западна Немачка поново наоружати: њихови ратни злочинци морају бити ослобођени, „клевета“ немачких војника мора престати и страно јавно мњење Вермахта мора бити трансформисано. Таква је била њихова све већа брига, Двајт Д. Ајзенхауер, који је раније описао Вермахт као нацисте, променио је мишљење да олакша поновно наоружавање. Британци су оклевали да наставе са суђењима и раније су пустили већ осуђене криминалце.
Док се Аденауер додворавао ставовима ветерана и доносио законе о амнестији, Халдер је почео да ради за Историјско одељење америчке војске. Његова улога је била да окупи и надгледа бивше официре Вермахта како би креирали вишетомни оперативни извештај Источног фронта. Надгледао је писање 700 бивших немачких официра и ширио мит кроз своју мрежу. Официри и генерали Вермахта направили су ослобађајуће мемоаре који су искривили историјски запис. Ови списи су се показали изузетно популарним, посебно мемоари Хајнца Гудеријана и Ериха фон Манштајна, и додатно су ширили мит у широј јавности.
Година 1995. се показала као прекретница у немачкој јавној свести. Изложба Хамбуршког института за друштвена истраживања, која је показала 1.380 графичких слика „обичних“ трупа Вермахта саучесника у ратним злочинима, изазвала је дуготрајну јавну дебату и преиспитивање мита. Ханес Хер је написао да су ратне злочине заташкавали научници и бивши војници. Немачки историчар Волфрам Вете назвао је тезу о невиности Вермахта „колективним кривоклетством”. Ратна генерација је снажно и одлучно одржавала мит. Они су потискивали информације и манипулисали владином политиком. Након њихове смрти, није било довољно мотива да се одржи обмана у којој је Вермахт негирао да је био пуноправни партнер у нацистичком индустријализованом геноциду.

## Опис мита
Вермахт је био комбиноване оружане снаге нацистичке Немачке од 1935. до 1945. године. Састојао се од војске (Хер), морнарице (Кригсмарине) и ваздухопловства (Луфтвафе). Настао је 16. марта 1935. доношењем Закона о одбрани Адолфа Хитлера који је увео регрутацију. Вермахт је укључивао добровољце и регруте, укупно око 18 милиона људи. Отприлике половина свих немачких мушких грађана служила је војну службу.
Израз невини/чисти Вермахт " значи да су немачки војници, морнари и авијатичари имали „ чисте руке “; другим речима, тврди се да нису имали крв на рукама убијених ратних заробљеника, Јевреја или цивила.  Мит тврди да су Хитлер и Нацистичка партија сами осмислили рат уништења и да су ратне злочине починили само СС . У стварности, вође Вермахта су били вољни учесници у Хитлеровом рату за уништење који је водио против наводних непријатеља државе. Трупе Вермахта биле су саучесници или починили бројне ратне злочине, рутински помажући СС јединицама уз прећутно одобрење официра. Након рата, влада Западне Немачке је намерно настојала да прикрије информације о таквим злочинима како би ослободила бивше ратне злочинце одговорности, убрзавајући реинтеграцију ових појединаца у немачко друштво.

## Злочини у Грчкој, Пољској, СССР и Југославији
Вермахт је извршио ратне злочине широм континента, укључујући Пољску, Грчку, Југославију и Совјетски Савез. Прва значајна битка за Вермахт била је инвазија на Пољску 1. септембра 1939. године. У априлу 1939. Рајнхард Хајдрих, архитекта коначног решења, већ је договорио сарадњу између обавештајних делова Вермахта и Ајнзац група. Понашање војске у Пољској било је увод у рат за уништење, Вермахт је почео да учествује у масовним убиствима цивила и партизана.
Совјетска Белорусија је описана као „најсмртоносније место на свету између 1941. и 1944. године“. Сваки трећи Белорус погинуо је током Другог светског рата. Холокауст је изведен у близини насељених градова. Врло мали број жртава је умрло у центрима за истребљење попут Аушвица. Већина совјетских Јевреја живела је у области западне Русије. Вермахт је у почетку имао задатак да помаже Ајнзацгрупе. У случају масакра у Крупком, то је укључивало војску која је марширала на јеврејску популацију од око 1.000 људи. Нејаке и болесне одвозили су у камион, а оне који су залутали стрељали су и убијали. Немачке трупе су чувале то место и заједно са СС-овцима пуцале на Јевреје који су потом пали у јаму. Крупки је био једно од многих зверстава ове врсте; Вермахт је био пуноправни партнер у индустријализованим масовним убиствима.
Немачке војне јавне куће биле су постављене широм већег дела окупиране Европе. У многим случајевима у источној Европи, жене и тинејџерке су киднаповале са улице током немачких војних и полицијских хајки да би се користиле као сексуалне робиње. Жене су силовали и до 32 мушкарца дневно по цени од три рајхсмарке.
Ауторка Урсула Шеле процењује да је до десет милиона жена у Совјетском Савезу могло бити силовано од стране Вермахта, а свака десета је због тога могла да остане трудна. Према студији Алекса Џеј Кеја и Дејвида Стахела, већина војника Вермахта распоређених у Совјетски Савез учествовала је у чињењу ратних злочина.
Југославију и Грчку заједно су окупирали Италијани и Немци. Немци су одмах почели да прогоне Јевреје, али су Италијани одбили да сарађују. Официри Вермахта покушали су да изврше притисак на своје италијанске колеге да зауставе егзодус Јевреја из подручја под немачком окупацијом; међутим, Италијани су то одбили. Генерал Алекандер Лохр је реаговао са гнушањем описујући Италијане као слабе. Написао је љутито саопштење Хитлеру у којем је рекао да „спровођење закона хрватске владе који се тичу Јевреја толико поткопавају италијански званичници да у обалском појасу – посебно у Мостару, Дубровнику и Цриквеници – бројни Јевреји су заштићени од стране италијанске војске, а остали Јевреји су пребачени преко границе у италијанску Далмацију и саму Италију“.
Вермахт је убијао Јевреје у Србији од средине 1941. Ово истребљење је започето самостално, без учешћа СС-а. У априлу 1941. године, у првим данима окупације Србије, начелник војне управе Харалд Тарнер је донео декрет о неопходности регистрације Јевреја, укључујући принудни рад и полицијски час. Ово је кулминирало у Геиселмордполитик, убиствима из одмазде од стране Вермахта због побуне и саботаже .  Септембра 1942. Вермахт је такође учествовао у масакру цивила у Самарици, где је наводно убио 480 „непријатељских“ бораца уз губитак једног немачког војника. Истовремено, Вермахт је био ангажован у овим злочинима а истоврено су осудили сличне акције фашистичке усташке НДХ.